# Acronema pseudotenerum
Acronema pseudotenerum är en flockblommig växtart som beskrevs av P.K.Mukh. Acronema pseudotenerum ingår i släktet Acronema och familjen flockblommiga växter. Inga underarter finns listade i Catalogue of Life.